# Alfenas (gemeente)
Alfenas is een gemeente in de Braziliaanse deelstaat Minas Gerais. De gemeente telt 79.222 inwoners (schatting 2016).

## Aangrenzende gemeenten
De gemeente grenst aan Alterosa, Areado, Carmo do Rio Claro, Campo do Meio, Campos Gerais, Divisa Nova, Fama, Machado, Paraguaçu en Serrania.

## Verkeer en vervoer
De plaats ligt aan de wegen BR-369, BR-491 en MG-179.